# Wil Cordero
Wilfredo Cordero Nieva (né le 3 octobre 1971 à Mayagüez, Porto Rico) est un joueur de baseball ayant évolué dans les Ligues majeures de 1992 à 2005 pour six franchises, notamment les Expos de Montréal, les Red Sox de Boston et les Indians de Cleveland.
Originellement un joueur d'arrêt-court, Cordero a évolué à plusieurs positions différentes au cours de sa carrière de 14 saisons : le champ extérieur, le premier but et aussi à l'occasion au deuxième coussin. Il a honoré une sélection au match des étoiles comme représentant des Expos de Montréal en 1994 et remporté le Bâton d'argent du meilleur arrêt-court offensif de la ligue la même année.

## Carrière de joueur

### Expos de Montréal
Wilfredo Cordero est recruté à Porto Rico par les Expos de Montréal, qui le mettent sous contrat le 24 mai 1988 alors qu'il n'est âgé que de 16 ans. Il amorce dès 1988 sa carrière en ligues mineures dans l'organisation des Expos et est rapidement considéré comme l'un des jeunes athlètes les plus prometteurs du baseball professionnel. Il apparaît en 1990 pour la première fois dans le classement des meilleurs joueurs d'avenir dressé annuellement par Baseball America et atteint rapidement le top 10 de cette liste. Classé 12e en 1991, il apparaît aux septième et sixième rangs du palmarès dans les deux années qui suivent.
Cordero joue son premier match dans le baseball majeur le 24 juillet 1992 au Stade olympique de Montréal lorsque les Expos le rappellent des Indians d'Indianapolis, leur club-école de niveau Triple-A dans l'Association américaine. À son premier match au niveau majeur, il réussit deux coups sûrs en trois présences au bâton, le premier de sa carrière à son premier passage au bâton, contre le lanceur Ramón Martínez des Dodgers de Los Angeles. Cordero fait si bien à ses débuts à Montréal qu'il demeure avec l'équipe jusqu'à la conclusion du calendrier régulier et partage le travail avec Spike Owen au poste d'arrêt-court. Il maintient une moyenne au bâton de ,302 en 45 parties. Le 18 septembre dans une victoire des Expos au Shea Stadium de New York, il claque son premier coup de circuit dans les grandes ligues, une claque de trois points aux dépens de Mark Dewey des Mets. 
Avec l'avènement de Wil Cordero, les Expos laissent Spike Owen partir sur le marché des agents libres après la saison 1992 et confient au jeune portoricain le poste d'arrêt-court dès l'amorce de la saison 1993. Cordero frappe 10 circuits, produit 58 points, en marque 56 et réussit 12 vols de buts en 1993 mais sa moyenne au bâton de ,248 en 138 parties jouées est légèrement inférieure aux attentes. Il est tout de même considéré au titre de recrue de l'année dans la Ligue nationale de baseball et prend le 7e rang d'un vote remporté par Mike Piazza des Dodgers.
Cordero s'impose en 1994, année où les Expos sont la meilleure équipe du baseball majeur. En 110 parties jouées avant que la grève des joueurs ne vienne mettre un terme à la saison, Cordero élève sa moyenne au bâton à ,294. Il claque 15 circuits, produit 63 points, en marque 65 et vole 16 buts. Il termine dans le top 10 des frappeurs de doubles de la Ligue nationale, avec 30. Il est invité au match des étoiles du 12 juillet 1994 au Three Rivers Stadium de Pittsburgh et remplace Ozzie Smith à l'arrêt-court pendant la partie. Il est l'un des cinq représentants des Expos de Montréal à cette partie d'étoiles, accompagnant la délégation composée de Marquis Grissom, Moises Alou, Ken Hill et Darrin Fletcher. En fin d'année, Cordero reçoit le Bâton d'argent du meilleur joueur d'arrêt-court offensif de la Ligue nationale.
Au retour au jeu après la grève de 1994-1995, les Expos procèdent à une vente de feu et se départent, faute de moyens financiers, de certains de leurs meilleurs joueurs. Cordero, qui n'est pas encore admissible à l'autonomie en raison de ses courts états de service jusque-là dans les majeures, échappe à cette purge et dispute en 1995 une bonne saison avec Montréal. Il maintient une moyenne de ,286 avec un nouveau sommet personnel de 147 coups sûrs, avec 15 circuits, 49 points produits et 64 points marqués. Il réussit son record en carrière de 35 doubles en une saison, le cinquième plus haut total de la Nationale dans cette catégorie offensive.
Mais Cordero n'échappe pas, ultimement, au grand ménage de la franchise : le 10 janvier 1996, les Expos échangent Cordero et le lanceur gaucher Bryan Eversgerd aux Red Sox de Boston en retour du gaucher Rhéal Cormier, du droitier Shayne Bennett et d'un joueur alors en ligues mineures, Ryan McGuire.

### Red Sox de Boston
La première saison de Cordero à Boston est marquée par les blessures. De plus, les Red Sox confient le poste d'arrêt-court à John Valentin qui connaît une bonne saison. Cordero ne dispute que 59 parties, surtout au deuxième but et dans le rôle de frappeur désigné.
En 1997, il est déplacé au champ gauche puisque Valentin est déplacé au deuxième sac et que la vedette Nomar Garciaparra occupe l'arrêt-court. Cordero connaît l'une de ses meilleures, sinon sa meilleure saison, alors qu'il établit en 140 matchs des records personnels dans plusieurs catégories offensives : les coups sûrs (160), les circuits (18), les points produits (72) et les points marqués (82). Cependant, sa vie personnelle est étalée la presse : le 10 juin, il est arrêté et accusé de violence conjugale et de menaces de mort envers son épouse. Il est plus tard appréhendé une seconde fois pour avoir violé l'ordonnance du tribunal qui lui interdisait d'approcher son épouse. En juin, le Boston Globe publie des documents provenant des procédures de divorce entre Cordero et sa première épouse en 1993, où il était accusé de coups et blessures à son endroit, notamment pendant qu'elle était enceinte. Cordero n'avait pas été ciblé par des accusations criminelles pour ces faits allégués. Après ces révélations, le joueur des Red Sox est copieusement hué par les partisans de l'équipe au Fenway Park de Boston. Suspendu par les Red Sox après ce mauvais accueil, il est réintégré dans l'équipe mais après le dernier match de la saison, le 28 septembre 1997, les Sox accordent l'autonomie à Cordero, ce qui lui permet d'entrer sur le marché des agents libres, et lui signifient son intention de ne pas lui offrir de nouveau contrat. 
Le 4 novembre 1997, Wilfredo Cordero plaide coupable à quatre accusations : voies de fait, voies de fait armées (l'arme étant un récepteur de téléphone), menaces et violation d'un interdit de contact. Il fait face à 8 ans de prison mais reçoit une sentence suspendue d'emprisonnement de 90 jours. Il évite les cellules en se soumettant à 40 semaines de thérapie.

### White Sox de Chicago
Il rejoint les White Sox de Chicago pour la saison 1998 et voit ses statistiques chuter avec une moyenne au bâton de ,267 avec 49 points produits et 58 points comptés. Il claque 13 coups de circuit. Au cours de l'année, il est pour la première fois employé sur une base régulière comme joueur de premier but.

### Indians de Cleveland
Comme voltigeur Cordero dispute 54 parties avec les Indians de Cleveland en 1999 et maintient durant cette période une moyenne au bâton de ,299. Il joue pour la première fois en séries éliminatoires et y retrouve son ancienne équipe, les Red Sox, contre qui il connaît beaucoup de succès avec cinq coups sûrs en neuf pour une moyenne au bâton de ,556 avec un circuit, deux points produits et trois points marqués en trois parties. Cependant, les Indians subissent l'élimination dans cette Série de divisions contre Boston.

### Pirates de Pittsburgh
Il rejoint les Pirates de Pittsburgh comme agent libre et y amorce bien la saison 2000 avec 16 circuits, 51 points produits et 46 points marqués en 89 matchs. Le 28 juillet, à quelques jours de la date limite des échanges, les Pirates transfèrent Cordero et un autre de leurs voltigeurs, Alex Ramírez, aux Indians de Cleveland en retour du joueur de champ intérieur Enrique Wilson.

### Retour à Cleveland
Cordero termine la saison 2000 partagée entre Pittsburgh et Cleveland avec 16 circuits, 68 points produits et 64 points marqués.
Réserviste des Indians durant la saison 2001, il prend part aux éliminatoires pour la deuxième et dernière fois de sa carrière dans les majeures mais n'obtient qu'une présence au bâton, qui se solde par un retrait, dans la Série de divisions où les Indians sont éliminés par les Mariners de Seattle.
Il joue six parties avec les Indians au début de la saison 2002 et est libéré de son contrat dès le 29 avril.

### Retour à Montréal
Le 11 mai 2002, Cordero signe comme joueur autonome avec l'équipe où il avait fait ses débuts, les Expos de Montréal. Ceux-ci l'envoient au champ extérieur pour 2002 avant de le transférer au poste de premier but en 2003. 
Durant l'intersaison, le 29 novembre 2002, Cordero est de nouveau arrêté, cette fois dans une chambre d'hôtel d'Orlando en Floride et accusé par Nicole Mangano, une femme qu'il fréquente depuis un an et demi, de voies de fait. Les accusations sont abandonnées trois semaines plus tard lorsque la femme, qui soutenait avoir été frappée par le baseballeur professionnel, refuse de porter la cause devant les tribunaux.
La saison 2003 est l'une des meilleures de Cordero depuis des années. Le vétéran claque 16 circuits et produit 71 points, un de moins seulement que son record personnel de points produits établi chez les Red Sox en 1997.

### Marlins de la Floride
En décembre 2003, il est arrêté pour conduite en état d'ébriété près de Cleveland. En avril 2004, un jury met moins d'une heure pour prononcer un acquittement, les jurés croyant la version de Cordero que c'est son mauvais sens de l'orientation, et non un abus d'alcool, qui avait mené à l'accident de la route qui avait précédé son arrestation.
Cordero ne joue que 27 matchs chez les Marlins de la Floride, avec qui il signe un contrat en février 2004. Sa moyenne au bâton chute pendant cette période sous la ligne de Mendoza et ne s'élève qu'à ,197.

### Nationals de Washington
En 2005, Wilfredo Cordero joint à nouveau sa première franchise et s'aligne avec les Nationals de Washington, les anciens Expos de Montréal nouvellement transférés dans la capitale américaine. Avec une moyenne au bâton d'à peine ,118 en 29 parties, il est rapidement rejeté par les Nationals et complète l'année dans les ligues mineures avec un club-école des Mets de New York sans revenir dans les majeures.

### Palmarès
Wil Cordero a joué 1247 parties en 14 saisons dans le baseball majeur. Sa moyenne au bâton en carrière est à ,273. Il compte 1178 coups sûrs, dont 261 doubles et 122 circuits, 587 points marqués et 566 points produits.